# Recueil des Travaux Chimiques des Pays-Bas
Recueil des Travaux Chimiques des Pays-Bas a fost revista științifică pentru chimie din Țările de Jos. A fost înființată în 1882, dar din 1897 (vol. 16) până în 1919 (vol. 38) a fost publicată sub titlul Recueil des Travaux Chimiques des Pays-Bas et de la Belgique (ISSN 0370-7539, CODEN: RTCPB4). Din 1980 (vol. 99) până în 1984 (vol. 103), revista a fost publicată sub titlul Recueil: Journal of the Royal Netherlands Chemical Society (ISSN 0165-0513, CODEN: RJRSDK), dar în 1985 (vol. 104), titlul s-a schimbat înapoi în cel original. În 1997, jurnalul a fuzionat cu Chemische Berichte și Liebigs Annalen pentru a forma Chemische Berichte/Recueil și, respectiv, Liebigs Annalen/Recueil.
În 1998, această revistă a fost absorbită de Jurnalul European de Chimie Organică și Jurnalul European de Chimie Anorganică.